# MON 863
MON 863 est une variété de maïs génétiquement modifié de manière à lui conférer une résistance à la chrysomèle du maïs. Le MON 863 est autorisé à l'importation et à la transformation ainsi qu'à la consommation animale et humaine dans l'Union européenne. Il est produit par la firme Monsanto.

## Controverse
Son innocuité est sujette à controverse. Une étude de toxicité subchronique portant sur 90 jours de consommation par des rats de laboratoire a été réalisée par Monsanto en 2001-2002. Après examen de cette étude et demande d'informations complémentaires, la Commission française du génie biomoléculaire conclut en novembre 2004 que les résultats de l'étude ne mettent pas en évidence d'effet toxique du maïs MON 863.
Des différences significatives sont cependant observées entre les populations de rats nourris au maïs MON 863 et les populations témoin. La controverse porte principalement sur l'interprétation de ces différences.
En 2007, une nouvelle analyse statistique est effectuée à partir des données de l'étude initiale. Ses auteurs affirment que l'étude révèle des signes de toxicité hépatique et rénale. Saisie par le Ministère de l'agriculture et de la pêche afin de statuer sur cette nouvelle analyse, la Commission du génie biomoléculaire conclut en juin 2007 à l'absence de nouveaux éléments, tout en soulignant le manque de données initiales fournies par Monsanto :

« La publication de Séralini et al., 2007 confirme l'insuffisance de certaines interprétations statistiques présentées par Monsanto, insuffisances déjà soulignées par la CGB lors de l'instruction du dossier. Cette publication n'apporte aucun élément nouveau de nature à remettre en cause la conclusion de l'avis du 23 novembre 2004, à savoir que, dans l'état actuel des connaissances et des méthodes utilisables et validées, les informations disponibles ne mettent pas en évidence plus de risque pour la santé animale lié à la consommation du maïs MON863 par rapport à la consommation d'un maïs conventionnel. »